# حارة المراقد (زنجبار)
المراقد هي إحدى حارات حي ناجي بمدينة زنجبار التابعة لمحافظة أبين، بلغ تعداد سكانها 587 نسمة حسب تعداد اليمن لعام 2004.